# Lazníčky
Lazníčky jsou obec v okrese Přerov v Olomouckém kraji. Žije zde 185 obyvatel. Obec leží v údolí na okraji hanácké roviny.
Setkávají se zde meteorologické vlivy Hornomoravského úvalu a Moravské brány, proto je zde počasí poměrně složité. V letech 1961 až 1975 byla naměřena průměrná roční teplota 8,5 °C.

## Historie
První písemná zmínka o obci pochází z roku 1365 (de paruo Lasnik). V 16. století byly nazývány jako Malé Lesinky. V okolí obce byly nalezeny známky osídlení v roce 5500 před naším letopočtem.

## Obyvatelstvo
| Rok            | 1869 | 1880 | 1890 | 1900 | 1910 | 1921 | 1930 | 1950 | 1961 | 1970 | 1980 | 1991 | 2001 | 2011 | 2021 |
| -------------- | ---- | ---- | ---- | ---- | ---- | ---- | ---- | ---- | ---- | ---- | ---- | ---- | ---- | ---- | ---- |
| Počet obyvatel | 329  | 315  | 319  | 312  | 303  | 306  | 330  | 253  | 241  | 234  | 213  | 182  | 177  | 192  | 185  |
| Počet domů     | 42   | 44   | 49   | 51   | 52   | 55   | 62   | 76   | 70   | 67   | 63   | 67   | 74   | 78   | 82   |

## Obecní správa
Mezi lety 1869–1983 Lazníčky byly obcí v okrese Hranice (1869–1950) a později v okrese Přerov. Od 1. července 1983 do 23. listopadu 1990 patřily jako část obce k Lazníkům a od 24. listopadu 1990 jsou opět samostatnou obcí.

### Obecní symboly
Znak a vlajka byly obci uděleny rozhodnutím předsedy Poslanecké sněmovny Parlamentu České republiky dne 24. listopadu 2014.

## Pamětihodnosti, zajímavá místa
- Větrný mlýn „Nad Pančavou“ holandského typu byl dostavěn v roce 1965. Nachází se v osadě Pančava.
- Lom Výkleky – asi 2 km do vesnice, slouží ke koupání a potápění

## Fotogalerie

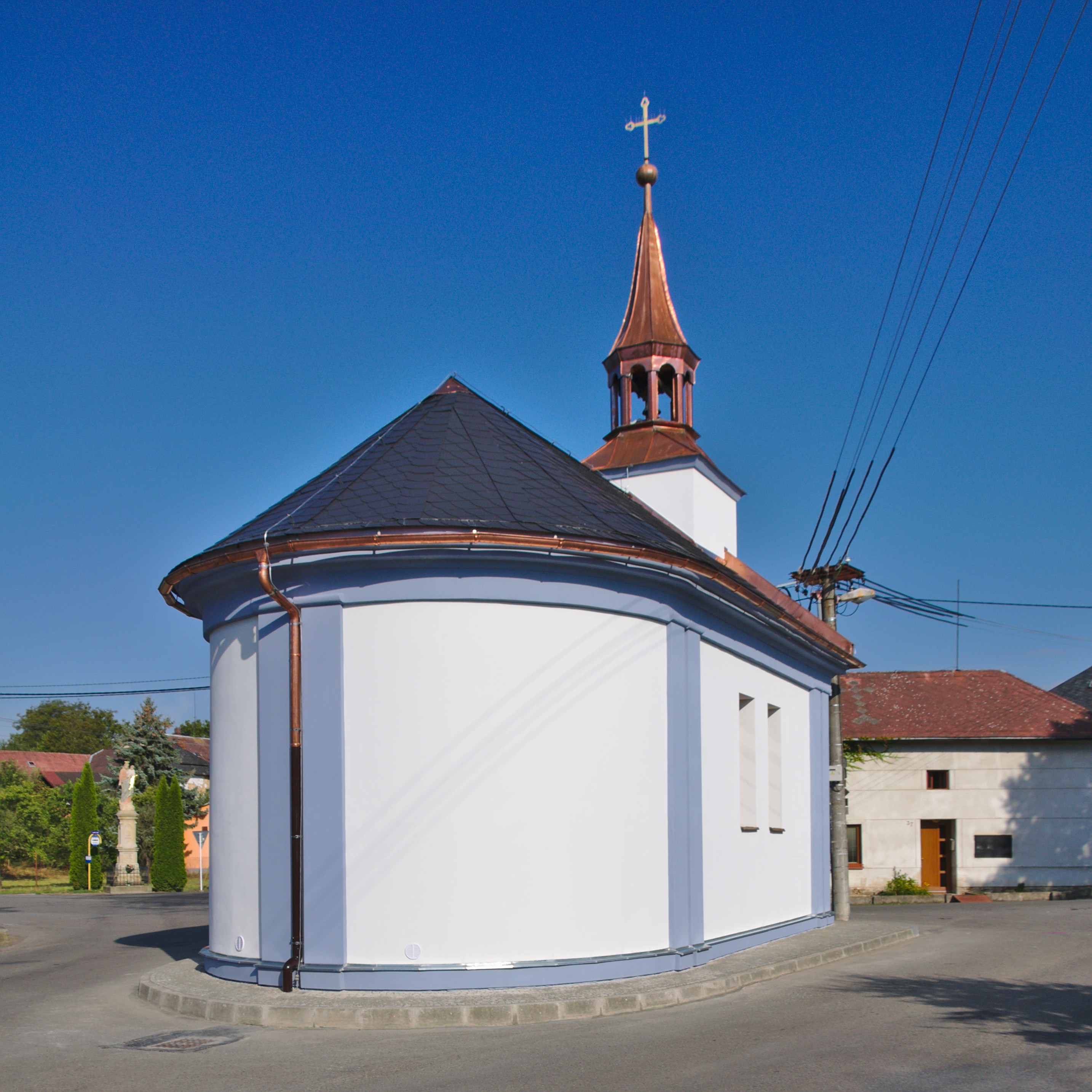
Kaple Stětí svatého Jana Křtitele
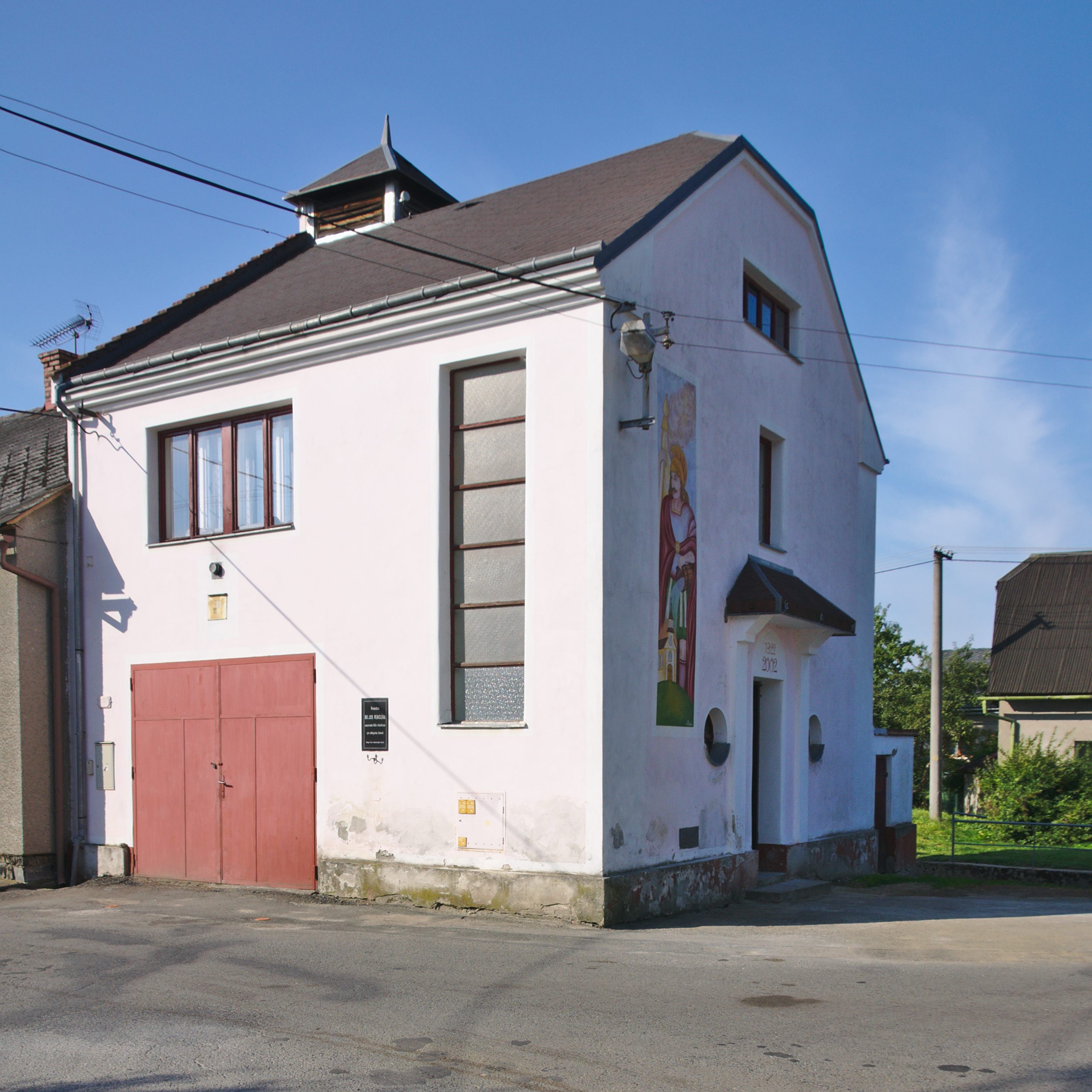
Hasičská zbrojnice
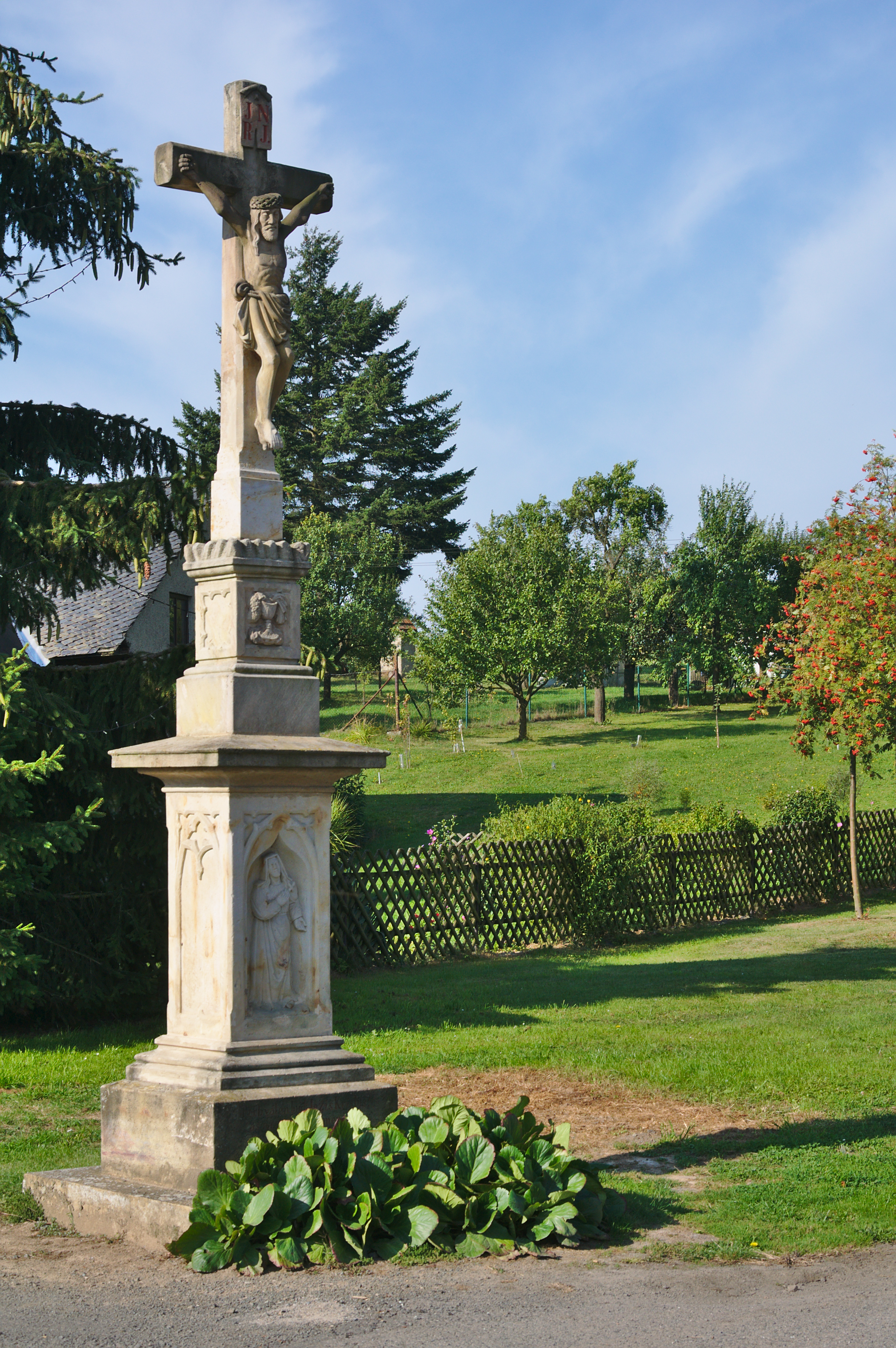
Kříž na křižovatce
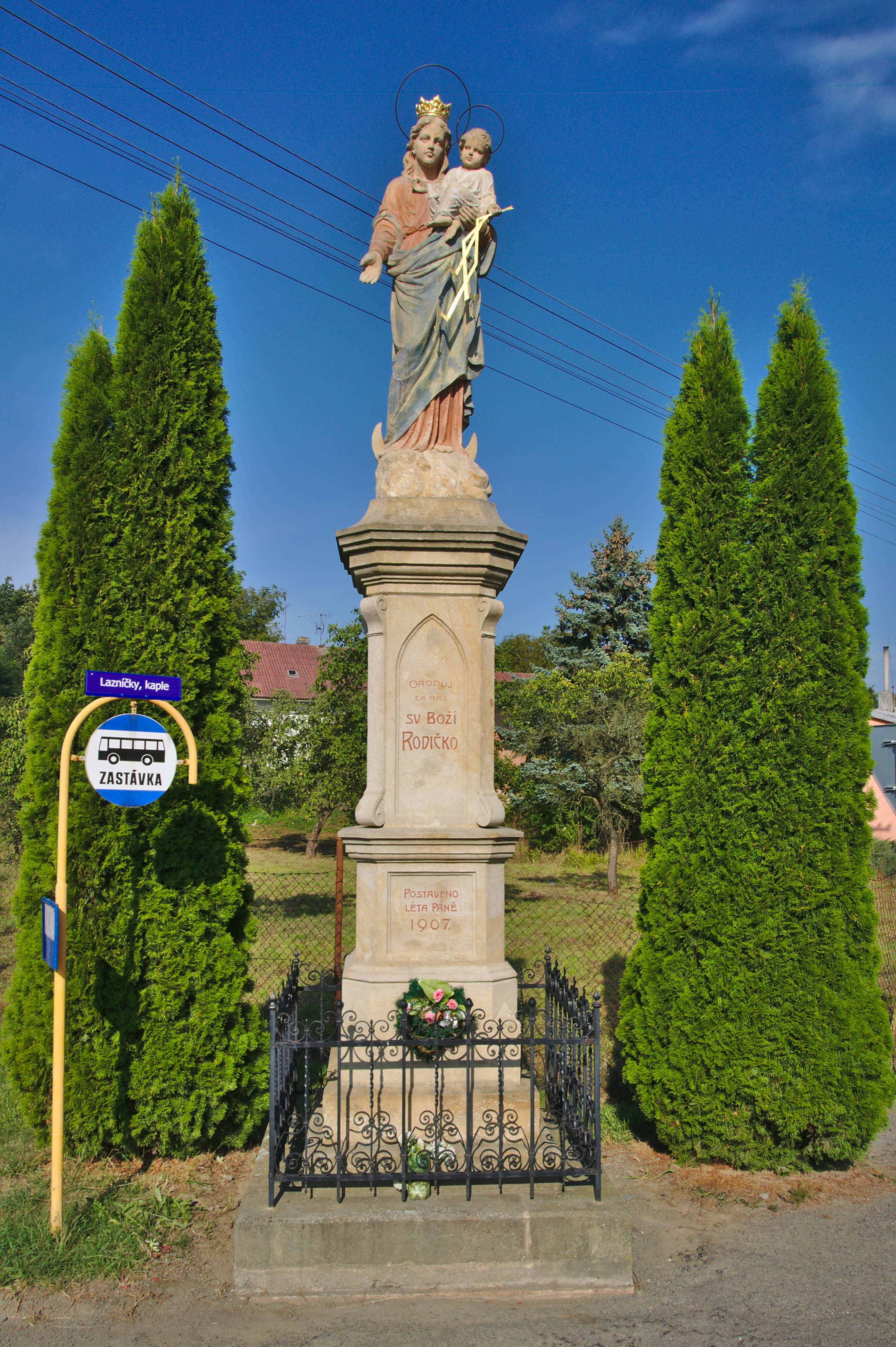
Socha Panny Marie na křižovatce
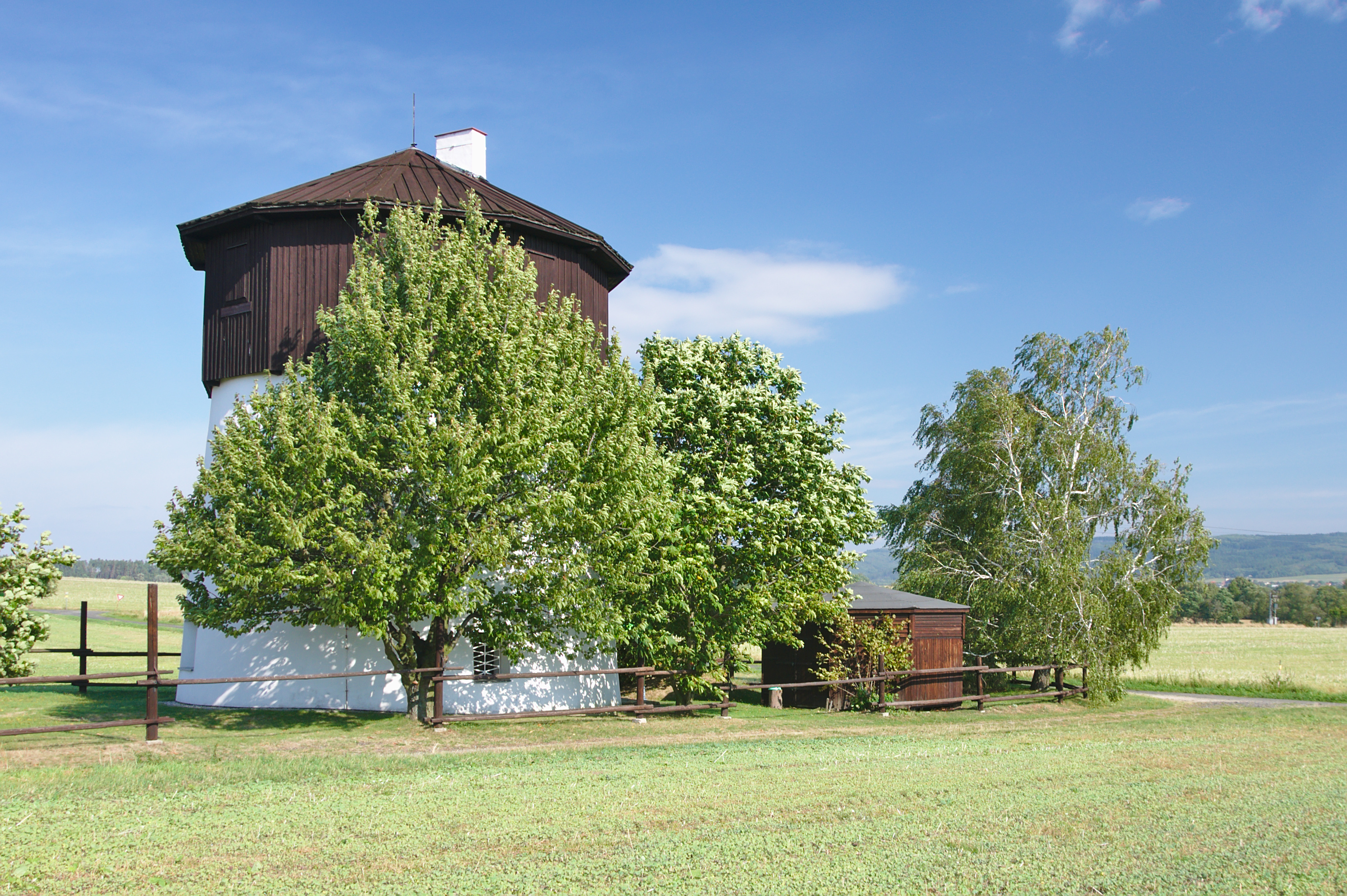
Větrný mlýn